# Clathrozoellidae
Clathrozoellidae är en familj av nässeldjur. Clathrozoellidae ingår i ordningen Anthoathecata, klassen hydrozoer, fylumet nässeldjur och riket djur. Enligt Catalogue of Life omfattar familjen Clathrozoellidae 5 arter. 
Kladogram enligt Catalogue of Life:
| Clathrozoellidae | \| \| Clathrozoella \| \| \| \| \| \| Velkovchia \| \| \| \| |
|                  | \| \| Clathrozoella \| \| \| \| \| \| Velkovchia \| \| \| \| |
|                  | Clathrozoella                                                |
|                  |                                                              |
|                  | Velkovchia                                                   |
|                  |                                                              |